# 엑스포/크렌쇼 역
엑스포/크렌쇼 역 (Expo/Crenshaw Station)은 로스앤젤레스 군 광역철도의 엑스포선역 중 하나이다. 로스앤젤레스의 크렌쇼 대로(Crenshaw Boulevard)와 엑스포지션 대로(Exposition Boulevard)의 교차로에 위치하고 있다. 크렌쇼/LAX 선이 운행될 새로운 지하철 승강장이 건설중이다.
이 역에는 Erwin Redl, Rebeca Méndez, Jaime Scholnick의 세 작가의 작품이 포함되어 있다.

## 운행

### 열차 운행 정보
엑스포 선 운행 시간은 매일 약 오전 4시부터 12시 30분까지이다. 메트로 레일은 2012년 4월 28일에 개통되었고, 정기 운행은 2012년 6월 20일에 재개되었다.

## 위치 및 역세권
엑스포/크렌쇼 역의 엑스포선 승강장은 주요 L.A. 도로인 크렌쇼 대로와 엑스포지션 대로의 교차로에 위치한다. 이 교차로는 오바마 대로(Obama Boulevard)와 제퍼슨 대로(Jefferson Blvd)에서 가까운 도보 거리에 있다. 크렌쇼/LAX 선 계획의 일부로 현재 건설중인 지하철 역 출구는 엑스포·크렌쇼 대로의 남동쪽 구석에 있다.
이 역에서 도보로 갈수 있는 시설물은 아래와 같다.:
- 웨스트 에인절스 대성당
- 크랜쇼 교차로 야외 복합 소매점 (예정)[5]
- 크렌쇼 정원(Crenshaw Gardens)[6]
- 원유나이티드 은행(OneUnited Bank) 로스앤젤레스 사옥
- 블랙달리아 변사체 발견지

## 역 구조
이 역은 "near-side" 승강장 구조이다. 이것은 승강장이 건널목 사이에 두고 각각 한쪽씩 위치하며, 열차는 건널목을 건너기전 항상 승강장에서 먼저 정차한다.
| G  | 상대식 승강장, 오른쪽 출입문이 열림    | 상대식 승강장, 오른쪽 출입문이 열림 | 상대식 승강장, 오른쪽 출입문이 열림                                                |
| G  | 2번 승강장 (서행)                      | 엑스포선                            | ← 팜데일 역 Farmdale Station ← 다운타운 샌타모니카 역 행 (종착점행)                |
| G  | 1번 승강장 (동행)                      | 엑스포선                            | → 엑스포/웨스턴 역 Expo/Western Station → 7th 스트리트/메트로센터 역 행 (기점행)   |
| G  | 상대식 승강장, 오른쪽 출입문이 열림    |                                     |                                                                                    |
| G  | 표 사는 곳                             |                                     |                                                                                    |
| B1 |                                        | 표 사는 곳, 개찰구                  | 표 사는 곳, 개찰구                                                                 |
| B2 | 4번 승강장 (남행)                      | 크렌쇼/LAX 선(공사중)               | → 마틴 루터 킹 주니어 역 Martin Luther King Jr. station → 리돈도비치 행 (종착점행) |
| B2 | 4번 승강장 (남행)                      | 크렌쇼/LAX 선(계획)                 | ← 북부 연장선                                                                      |
| B2 | 섬식 승강장, 왼쪽,오른쪽 출입문이 열림 |                                     |                                                                                    |
| B2 | 3번 승강장 (남행)                      | 크렌쇼/LAX 선(공사중)               | → 마틴 루터 킹 주니어 역 Martin Luther King Jr. station → 리돈도비치 행 (종착점행) |

이 역의 예술품은 예술가 윌리 로버트 미들브룩 주니어(Willie Robert Middlebrook Jr.)가 만들었다. 제목이 없는 이 시설물은 조작된 사진을 사용하여 지구와 환경과 상호작용하는 다양한 인구를 묘사한다.

## 역사
과거 이 역에서는 로스앤젤레스 앤드 인디펜던스 및 퍼시픽 전기 트롤리 선이 정차하였다가, 1953년 9월 30일 샌타모니카 에어라인 폐선과 함께 폐쇄되었다. 이후 2012년 4월 28일 토요일에 이 위치에서 엑스포선 개통을 위해 재건되었다. 정기 운행은 2012년 4월 30일 월요일에 재개되었다.